# H-sphere
H-Sphere ist ein Konfigurationstool für Webserver. Es ist für verschiedene Linux-Varianten, Windows, CentOS und FreeBSD erhältlich und stammt, genauso wie Confixx (ehemals SWsoft Inc.) und Plesk, vom Hersteller Parallels. Alle drei werden weiterentwickelt, aber Parallels empfiehlt, Confixx oder Plesk zu verwenden, da sie zukunftssicherer sind.
Eine Testversion von H-sphere kann bei Parallels beantragt werden. Um die Software zu kaufen, muss Kontakt zu Parallels aufgenommen werden.

## Systemvoraussetzungen
- Eines der in der Infobox genannten Betriebssysteme auf dem Webserver (siehe auch: Anforderungen des Applikationsservers)
- Server:  Minimal: Pentium III, 500 MHz-CPU mit 512 MB RAM, Empfohlen: 1000 MHz-CPU und 1 GB RAM
- Kontrolle über Web-, E-Mail-, DNS- und andere Hosting-Server
- Public-IP

Wenn Windows-Hosting, PgSQL-Datenbank-Hosting oder VPS-Hosting angeboten werden soll, muss mehr als ein Server vorhanden sein.